# 1992 (число)
Вижте пояснителната страница за други значения на 1992.
1992 (хиляда деветстотин деветдесет и две) е естествено, цяло число, следващо 1991 и предхождащо 1993.
Хиляда деветстотин деветдесет и две с арабски цифри се записва „1992“, а с римски цифри – „MCMXCII“. Числото 1992 е съставено от четири цифри от позиционните бройни системи – 1 (едно), 9 (девет), 2 (две).

## Общи сведения
- 1992 е четно число.
- 1992 е година от Новата ера.